# 1797
Промислова революція •  Просвітництво • Російська імперія • Французька революція

## Геополітична ситуація
В Османській імперії султан Селім III (до 1807). Під владою османів перебувають Близький Схід та Єгипет, Середземноморське узбережжя Північної Африки, частина Закавказзя, значні території в Європі: Греція, Болгарія і Сербія. Васалами османів є Волощина та Молдова.
Священна Римська імперія охоплює, крім німецьких земель, Угорщину з Хорватією, Трансильванію, Богемію, Північну Італію. Імперію очолює Франц II (до 1835). На троні Пруссії короля Фрідріха-Вільгельма II змінив Фрідріх-Вільгельм III (до 1840).
У Французькій республіці триває період Директорії. Франція має колонії в Північній Америці та Індії. Король Іспанії — Карл IV (до 1808). Королівству Іспанія належать південь Італії, Нова Іспанія, Нова Гранада, Віцекоролівство Перу, Внутрішні провінції та Віцекоролівство Ріо-де-ла-Плата в Америці, Філіппіни. У Португалії королює Марія I (до 1816). Португалія має володіння в Бразилії, в Африці, в Індії, в Індійському океані й Індонезії. На троні Великої Британії сидить Георг III (до 1820). Британія має колонії в Північній Америці, на Карибах та в Індії.
Сполучені Штати Америки займають територію частини колишніх британських колоній. На посаді президента США Джон Адамс змінив Джорджа Вашингтона. Територія на півночі північноамериканського континенту, що належить Великій Британії, розділена на Нижню Канаду та Верхню Канаду, територія на півдні та заході континенту належить Іспанії й Франції.
У нижніх землях встановилася Батавська республіка. Вона має колонії в Америці, Індонезії та на Формозі. Король Данії та Норвегії — Кристіан VII (до 1808), на шведському троні сидить Густав IV Адольф (до 1837). На Апеннінському півострові незалежна Папська область. Утворено маріонеткові Лігурійську та Цисальпійську республіки, що перебувають під протекторатом Франції.
Російську імперію очолює Павло I (до 1801).
Україну розділено між двома державами. Королівство Галичини та Володимирії належить Австрії. Правобережжя, Лівобережжя та Крим належать Російській імперії. Задунайська Січ існує під протекторатом Османської імперії.
В Ірані при владі Каджари. Імперія Маратха контролює значну частину Індостану. Зростає могутність Британської Ост-Індійської компанії. У Бірмі править династія Конбаун. У Китаї володарює Династія Цін. У Японії триває період Едо.

## Події

### В Україні
- Утворено Подільську губернію.
- Заснована Балта

### У світі
- Війна першої коаліції:
  - 14 січня у битві при Ріволі французькі війська під командою Наполеона Бонапарта завдали поразки австрійцям, припинивши їхні спроби зняти облогу Мантуї.
  - 2 лютого австрійці здали Мантую.
  - 14 лютого англійський флот переміг іспанців (французьких союзників) у битві біля мису святого Вікентія.
  - 18 лютого британці захопили в іспанців Тринідад.
  - 22 лютого французи висадили десант в Уельсі — це було останнє в історії вторгнення в Британію.
  - 17 квітня британці без успіху атакували Сан-Хуан на Пуерто-Рико.
  - 17 квітня мешканці Верони повстали проти французької окупації.
  - 18 квітня Франція та Австрія уклали перемир'я в Леобені.
  - 12 травня Наполеон захопив Венецію. Венеційська республіка припинила існування.
  - 29 червня Наполеон Бонапарт проголосив Цизальпійську республіку.
  - 24 липня британці здійснили невдалий напад на Санта-Круз-де-Тенерифе, в якому Гораціо Нельсон втратив руку.
  - 11 жовтня британський флот завдав поразки флоту Батавської республіці у морській битві при Капердаумі.
  - Війну першої коаліції завершив Кампо-Формійський мир, укладений 17 жовтня між Францією та Австрією.
- 26 лютого акт парламенту зняв з Банку Англії зобов'язання обмінювати банкноти на золото. Цей акт діяв до 1821 року.
- 4 вересня (18 фрюктидора) у Французькій республіці стався державний переворот.
- 18 жовтня справа XYZ загострила стосунки між США та Францією.
- 17 листопада помер прусський король Фрідріх-Вільгельм II. Корона Пруссії перейшла до його сина Фрідріха-Вільгельма III.

### Наука
- Алессандро Вольта відкрив явище контактної різниці потенціалів
- Луї Ніколя Воклен відкрив у сибірській червоній свинцевій руді новий хімічний елемент — хром
- Німецький гірничий інженер Карл Лошер відкрив явище ерліфтного водопідйому
- Вільям Гершель відкрив, що кілька супутників Сатурна обертаються «не в той бік»
- Генріх Вільгельм Маттеус Ольберс розробив спосіб визначення параболічної орбіти комети за трьома спостереженнями
- 22 жовтня Андре Жак Гарнерен здійснив перший стрибок з парашутом з повітряної кулі.
- Жозеф-Луї Лагранж опублікував трактат з диференціального числення під назвою «Теорія аналітичних функцій».
- Смітсон Теннант продемонстрував, що алмаз є формою чистого вуглецю.
- Жозеф Пруст встановив закон сталості складу.

### Культура
- Опубліковані перші глави пригодницько-містичного роману польського аристократа Яна Потоцького «Рукопис, знайдений у Сарагосі»
- Джейн Остін закінчила роботу над романом Гордість і упередження, який побачив світ у січні 1813 року
- У Парижі відбулася прем'єра опери Керубіні «Медея».

### Засновані
- Анконітанська республіка
- Республіка Бергамо
- Республіка Брешія
- Лігурійська республіка
- Цисрейнська республіка
- Подільська губернія
- Саратовська губернія

### Зникли
- Республіка Бергамо
- Республіка Брешія
- Венеційська республіка
- Албанія Венетська
- Венеційська Далмація
- Іонічні острови під владою Венеції
- Генуезька республіка
- Нассау-Саарбрюккен
- Сарабське ханство
- Транспаданська республіка
- Цисрейнська республіка

## Народились
див. також Категорія:Народились 1797
- 31 січня — Франц Петер Шуберт, німецький композитор
- 15 лютого — Генрі Енгельгард Стейнвей, американський виробник унікальних піаніно, винахідник сучасного рояля
- 30 серпня — Мері Шеллі, англійська письменниця, дружина поета Персі Біші Шеллі

## Померли
- 28 січня — Антін Головатий — кошовий отаман Чорноморського козацького війська

див. також Категорія:Померли 1797